# Station Bray
Station Bray was een spoorwegstation in de Franse gemeente Bray-en-Val.